# Устрел
Вижте пояснителната страница за други значения на Устрел.
У̀стрел в българските народни вярвания (главно от Югоизточна България) се нарича призрачен демон, който пие кръвта на добитъка, типологично сходен с вампира. Вярва се, че той произлиза от мъртвец (от душата на дете, заченато и родено в събота, което е умряло некръстено). Девет дни след смъртта мъртвецът става у̀стрел, пробива дупка на гроба си и започва да броди нощно време, търсейки жертви. Жертвите му са овце, крави, коне и пр.; рядко напада биволи и впрегнати волове. Когато много се настърви напада и хора, но само спящи. Според вярванията устрелът е мъчен от силна жажда и затова пие кръв. Нападнатото животно умира още същата нощ, като се познава, че е „изпито от устрел“ по сините и подутините по гърба или корема – мястото, откъдето демонът е смукал кръвта.
Според вярването той може да променя тежестта си – понякога е много лек, понякога изключително тежък. Устрелът напада само нощем – през деня лежи в гроба си; не напада и в съботен ден, когато губи силата си. Вярва се още, че когато позаякне, той вече не се връща в гроба си, а лежи или между рогата на някое домашно животно, или до вимето на ялова крава. Като минат шест месеца той, както и вампира, може да стане човек. Тогава се жени и от тази връзка се ражда вампир.
Външният вид на устрела е различен през различните периоди на съществуването му. Според вярванията, през първите няколко месеца прилича на голям мях, надут и гладък като гайда (или кожено кълбо, обрасло с редки черни косми, което се търкаля). Няма врат, муцуната му е подобна на свинска зурла, но много по-къса; очите му са подобни на човешките, но за разлика от тях с много зачервени краища с остри мигли, които непрекъснато мигат; вместо нос има дупка. Крайниците му са изключително къси, с по пет пръста и огромни черни нокти. Смята се, че когато е в това си състояние, той не може да бъде убит по никакъв друг начин, освен с бодил или шиш, направен от глог. Когато се позакрепи и започне да се появява между рогата на животните, тогава външния му вид е подобен на кукумявка с голо тяло, без крака, опашка и човка. Има ципести криле и плаче като малко дете, когато бъде уловен. В това си състояние освен с глог, може да бъде убит и със сребърна пара. В последния си стадий, когато приеме образа на животно или човек, той се различава от тях по липсата на хрущяла, разделящ ноздрите, като вместо две дупки на носа, има една. Във всичките си превъплъщения устрелът няма кости.
Смята се, че устрелът може да бъде убит само от съботник и че се прогонва единствено чрез жив огън, затова когато се появи мор по добитъка, се прави жив огън и животните се прекарват през него. Когато устрелът доближи стадото, подушва живия огън и бяга.
Устрел (у̀сов) се нарича също и зъл дух, който напада хората и им причинява болестта „Стрѐлки“. Основният симптом на тази болест е болки като от мушкане с нож (вярва се, че устрелът ги причинява). Този демон се появява когато е изпратен с магия („напратен“) или при среща с лош вятър. Прогонва се с баяния и други подобни магически практики.
В Плевенско „усо̀в“ наричат демон, който причинява изсъхване на краката на добитъка. За предпазване от него се прави обред през вторника от Тодоровата неделя (Усовски вторник).